# Fluss

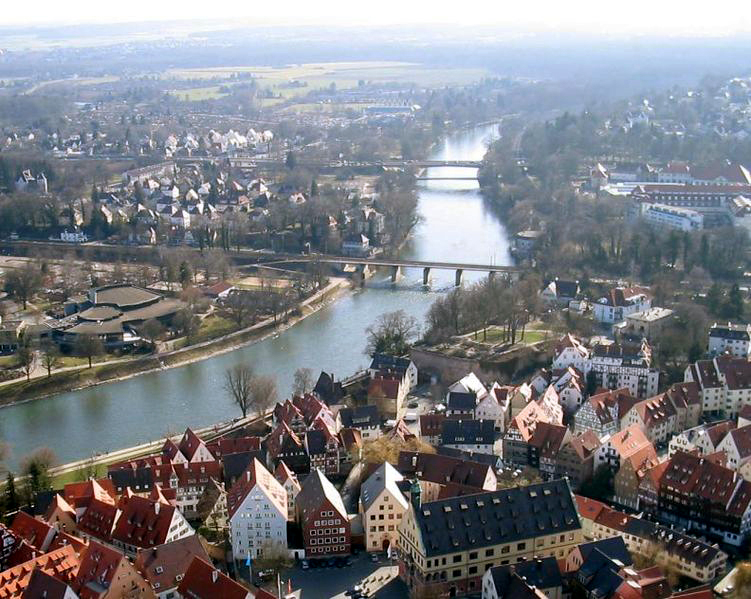
Blick auf das Ulmer „Fischerviertel“ und die Donau vom Münster aus

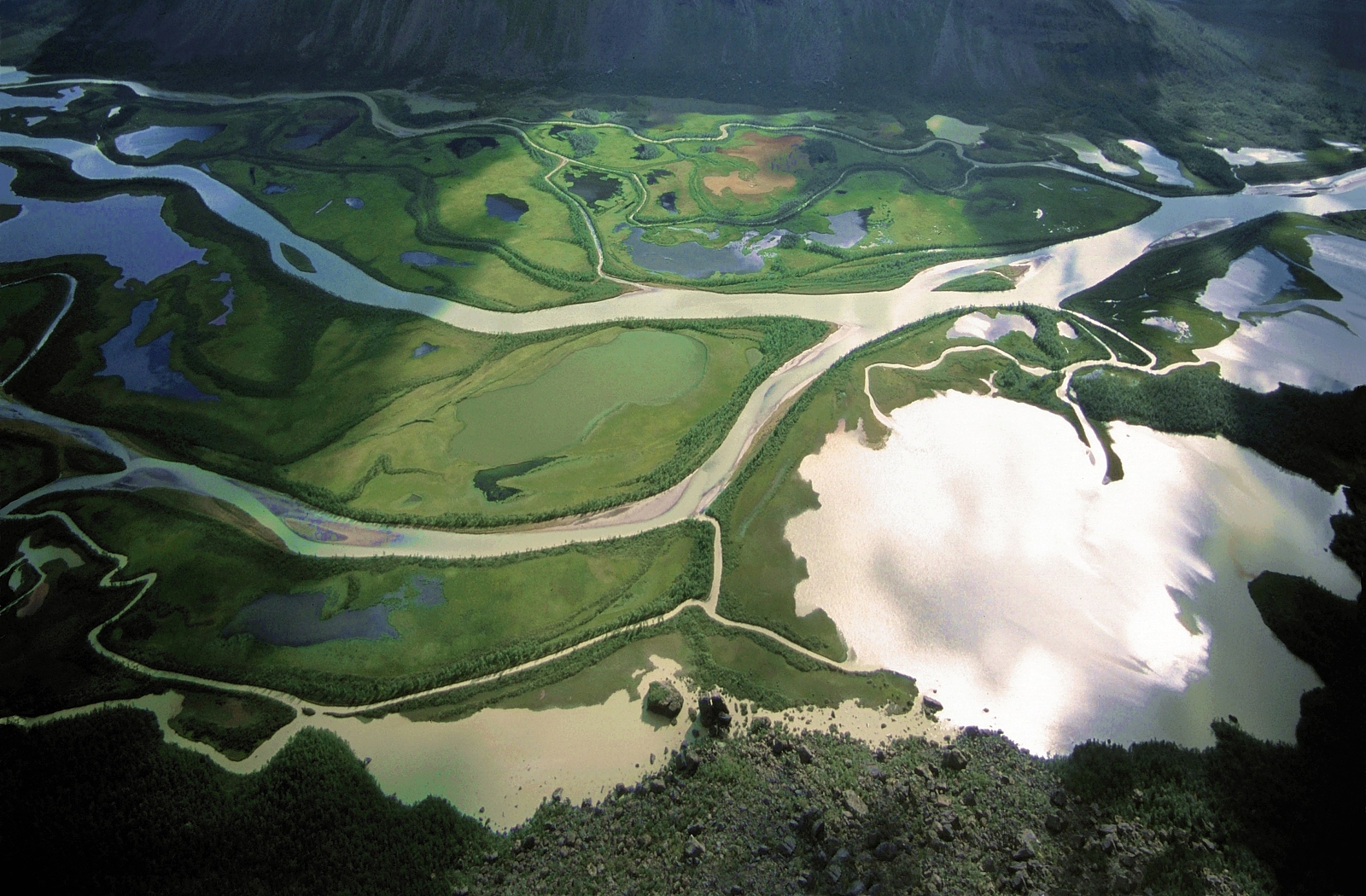
Beispiel für einen Naturfluss mit ungestörter Dynamik: Rapaälv im schwedischen Nationalpark Sarek

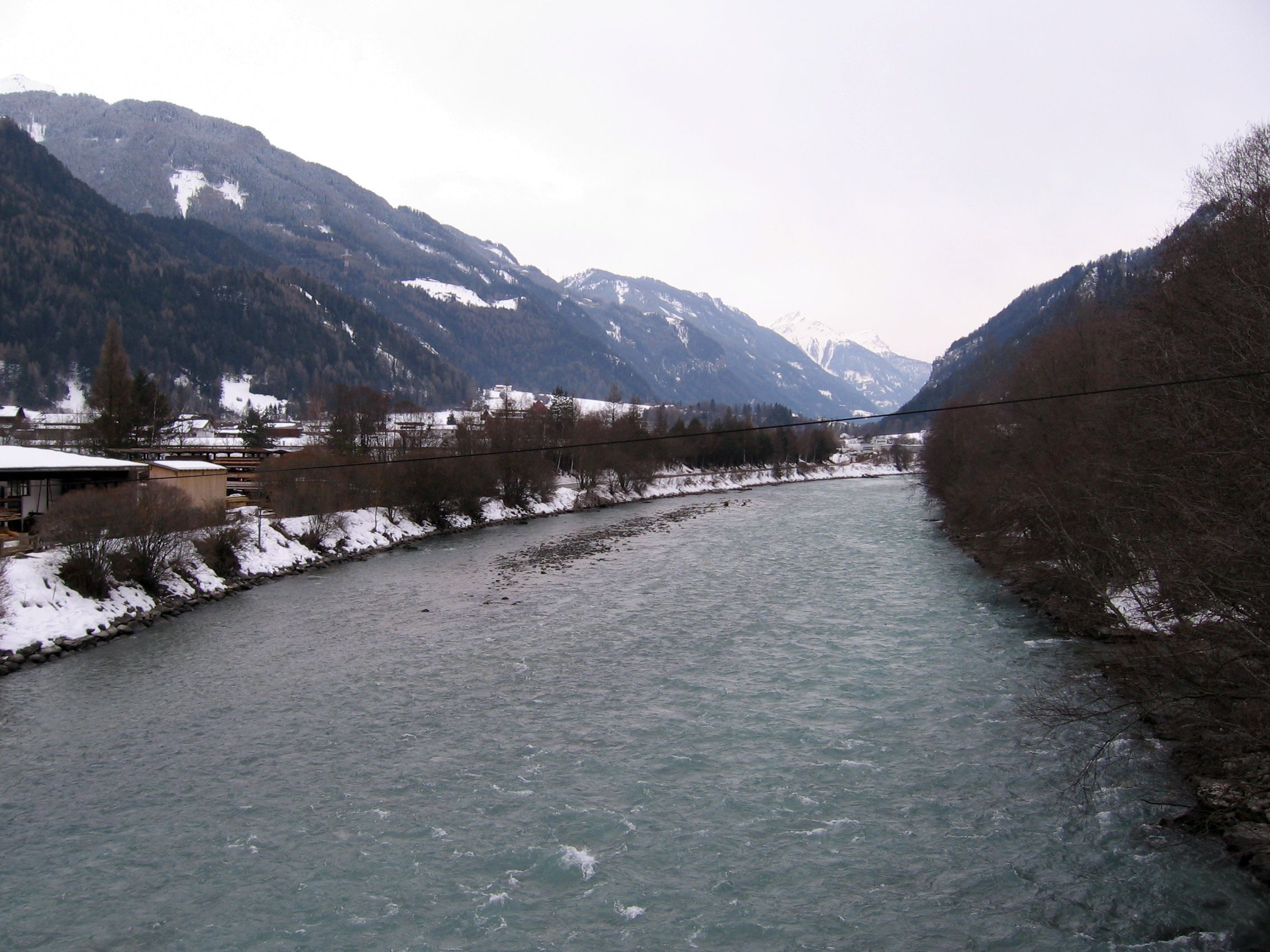
Der Inn bei Ried im Oberinntal (Tirol, Österreich)

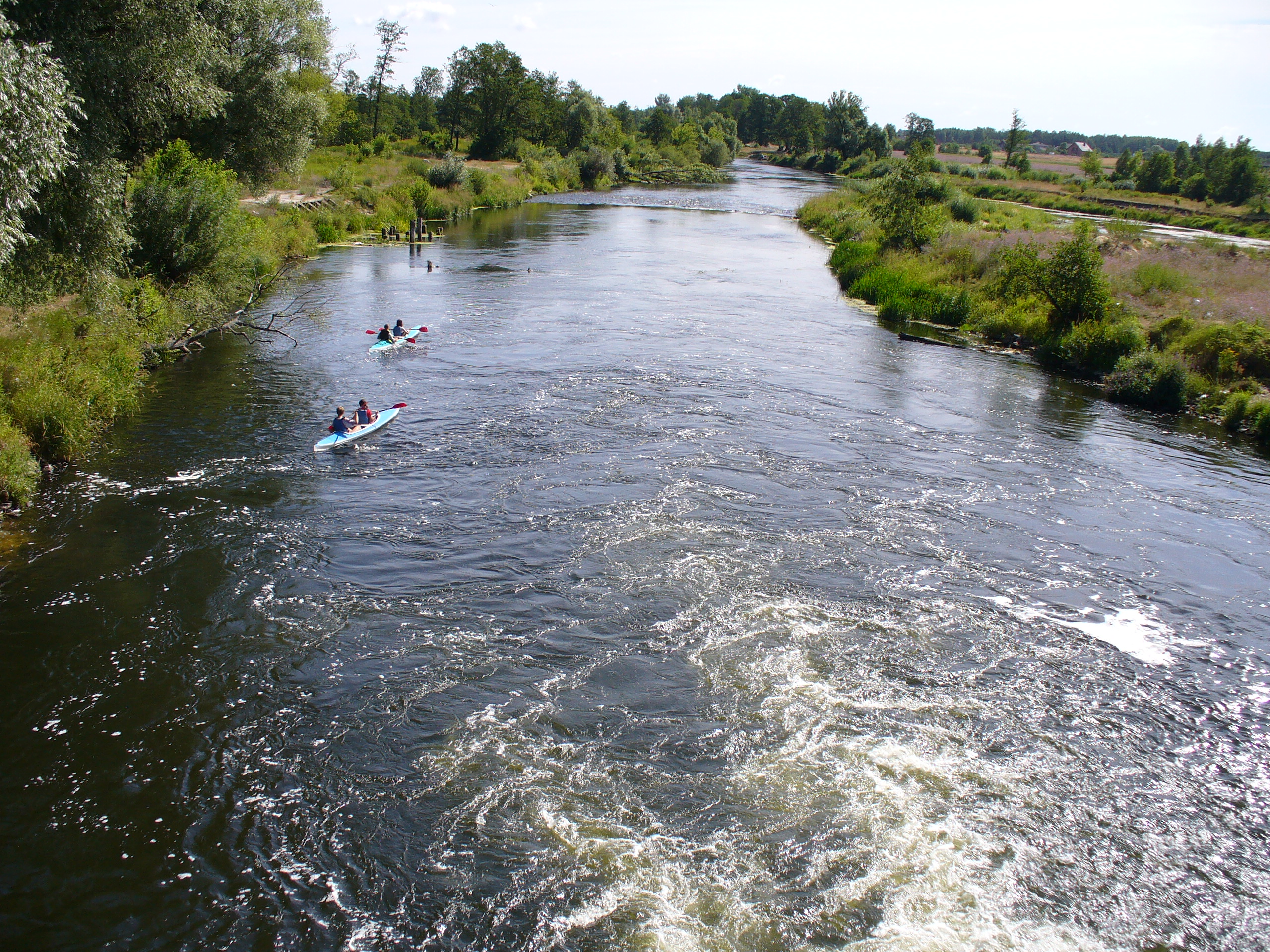
Der Kajaktouristenweg auf der Pilica, Tomaszów Mazowiecki, Polen

Ein Fluss (von althochdeutsch fluz, zu fliozan „fließen“) ist ein natürliches, linienhaft fließendes Gewässer auf Landoberflächen. Landläufig können aber auch nur Fließgewässer mittlerer Größe als Fluss bezeichnet sein; davon unterschieden werden dann die größeren Ströme und die kleineren Bäche. Diese beiden Begriffe werden in den Geowissenschaften aber vermieden, weil ihre Abgrenzungen regional und historisch variieren und darum nicht allgemeingültig sind.
Landgewässer bilden Systeme zahlloser Abflusslinien, die sich nach und nach vereinigen. Innerhalb eines solchen Systems stellt ein Fluss üblicherweise den Hauptstrang dar, dem meist auch die Namengebung folgt. Dieser Fließweg führt, flussaufwärts betrachtet, an jedem Mündungspunkt jeweils die größere Wassermenge. Sein oberster Wasseraustritt gilt üblicherweise als die Quelle des Flusses. Flüsse münden zumeist ins Meer, oder aber sie verdunsten in trockenen, letztlich abflusslosen Gebieten, nicht selten auch in Endseen. Die einmündenden kleineren Flüsse bezeichnet man als Nebenflüsse. Der längste Fließweg im Flusssystem deckt sich nicht immer mit dem Hauptstrang und verläuft dann über längere (an Wasserführung dennoch ärmere) Nebenflüsse. Auch die Namengebung kann vom Hauptstrang abweichen.
Die Eigenschaften eines Flusses hängen von mehreren Faktoren ab. Neben den Oberflächenformen in seinem Einzugsgebiet sind dies Gesteinsmerkmale wie Festigkeit und Durchlässigkeit oder klimatische Faktoren wie etwa die Höhe der Niederschläge oder die Frostdauer. Besonders größere Flüsse können für ihre Region eine prägende Bedeutung haben; nicht nur für den Naturhaushalt, sondern auch für die Kulturgeschichte, die Verkehrserschließung oder die Wasserversorgung.

## Einordnung und Abgrenzung

Gewässereinordnung

Die Flüsse der Erde stellen in ihrer Gesamtheit den Teil des Wasserkreislaufs dar, in dem der nicht verdunstete Anteil der Niederschläge über Landoberflächen schließlich gesammelt den Ozeanen zuströmt.
Flüsse sind durch Ufer begrenzt, aber in ihren Verzweigungen unbeschränkt. Die Anzahl der Quellgerinne ist kaum überschaubar; sie vereinigen sich zu immer größeren Bächen und Flüssen. Neben dem Hauptstrang eines Flusssystems lassen sich weitere besondere Fließwege ausmachen, die an den Mündungspunkten definiert sein können durch Merkmale wie die größte Länge, das jeweils größere Einzugsgebiet oder die größere Konstanz der Fließrichtung. Nach dem Hauptfluss ist zumeist auch das Flusssystem und das Einzugsgebiet benannt. Abhängig von der Fließrichtung spricht man von linken oder rechten Nebenflüssen, diese werden geordnet nach Anzahl der Vereinigungen bis zum Erreichen des Hauptflusses oder, umgekehrt, ausgehend von den Quellen.
Nicht zu den Flüssen gerechnet werden kurzzeitige Schichtfluten auf Spülflächen der wechselfeuchten Tropen oder bei Gletscherläufen. Ebenfalls nicht zu den Flüssen gerechnet werden Mündungstrichter (Ästuare wie der Río de la Plata oder die Gironde). Sie gelten nicht als Fließgewässer, sondern gehören zu den Küstengewässern. Auch langgestreckte Meeresbuchten, die die Flüsse unterhalb der Mündung fortsetzen (Obbusen, Rio Pará, Außenweser), werden nicht zum jeweiligen Fluss gerechnet. Uneinheitlich ist die Handhabung am Beginn mancher Ästuare wie an der Unterweser oder der Niederelbe. Auch unterirdisch fließendes Wasser wird nicht als Fluss bezeichnet, sondern gehört zum Grundwasser. Flüsse können zwar kanalisiert sein, bei künstlichen Wasserwegen aber, die nicht in eine natürliche Abflusslinie eingebunden sind, handelt es sich um Kanäle.

## Quantitative Merkmale von Flüssen
Flüsse können nach verschiedenen Merkmalen typisiert werden. Beispiele sind die Wasserführung in verschiedenen Kennzahlen, die Länge und das Einzugsgebiet, oder fortlaufend Breite, Tiefe und Fließgeschwindigkeit. Alle diese Merkmale sind veränderlich und nicht immer einfach zu ermitteln. Die Werte in der Fachliteratur können daher stark voneinander abweichen.
Die Höhen des Wasserstandes werden durch Pegel aufgezeichnet. An vielen Pegeln wurden in ausreichendem Maße Abflussmessungen durchgeführt, um aus den Pegelständen die jeweilige Durchflussmenge abzuleiten und so Vorhersagen zu ermöglichen. Das ist etwa für den Hochwasserschutz wichtig. Auch der chemische und biologische Gewässerzustand wird dort und an weiteren Stellen erfasst (Gewässermonitoring).

### Wasserführung
Flüsse haben mehrere Merkmale, nach denen ihre Größe verglichen werden kann. Das augenfälligste Merkmal ist die Breite, die jedoch je nach Fließgeschwindigkeit und Tiefe räumlich und zeitlich stark variieren kann. Sie wird wesentlich bestimmt durch die regelhaftere Wasserführung, die meistens in Kubikmeter pro Sekunde (m³/s) angegeben wird, der mittlere Abfluss (MQ) gelegentlich auch in Kubikkilometern pro Jahr (km³/a). Die Wasserführung kann langfristig veränderlich sein und unterliegt typischen jährlichen Schwankungen, weshalb erst Mittelwerte langjähriger Messreihen aussagekräftig sind. Die Abflussmessung bereitet besonders bei großen Flüssen technische Probleme und wird heute auch durch rechnerische Modellierungen gesamter Flusssysteme abgesichert. So wurde der Abfluss des Amazonas noch um die Mitte des 20. Jahrhunderts auf 100.000 m³/s geschätzt und musste inzwischen auf 209.000 m³/s korrigiert werden (Rhein bei Emmerich, Donau bei Budapest: je gut 2.300 m³/s).
Ergänzend zur mittleren Wasserführung wird oft auch die mittlere Niedrigwasserführung (MNQ) verglichen, die für den Normalzustand eines Flusses typischer sein kann. Immerhin ist bei Passau der Inn nach der mittleren Wasserführung der größere Fluss, nach dem mittleren Niedrigwasser aber die Donau mit ihrem ausgeglicheneren Abflussregime. Auch der Blaue Nil bei Khartum ist im Mittel größer als der Weiße Nil, bei mittlerem Niedrigwasser ist jedoch der Weiße Nil größer. Der Nil ist auch ein Beispiel dafür, dass der den Fluss charakterisierende Abflusswert nicht in jedem Fall der Mündungswert ist, denn sein natürlicher Abfluss ist unterhalb der Atbara-Mündung mit rund 2.700 m³/s noch gut doppelt so groß wie an der Mündung. Erst recht gilt dies für versiegende Flüsse, die durch den Punkt des Maximalabflusses individueller gekennzeichnet werden als durch ihren Endwert Null. Weitere wirtschaftlich interessante Abflusswerte sind das mittlere Hochwasser (MHQ), Hochwasserwerte bestimmter Jährlichkeiten (etwa 10- oder 100-jährlich) und die bisherigen Extremwerte (HHQ und NNQ).

### Länge
Die Längenangaben zum gleichen Fluss können aus mehreren Gründen sehr unterschiedlich sein:
- Die Längen von Flüssen selbst können variabel sein, besonders in den Laufabschnitten, in denen sie freie, sich verändernde Mäander bilden.
- Oft werden die kleinen Mäander an Oberläufen nicht gemessen, wohl aber die größeren an Unterläufen.
- Bei Verzweigungen ist nicht immer zu entscheiden, welcher der den Fluss repräsentierende Hauptarm ist.
- Gelegentlich wird nur der eher gestreckte Weg gemessen, dem ein maximales Hochwasser folgen würde.

Daneben gibt es bei Längenangaben definitorische Probleme. Besonders bei allmählich sich aufweitenden Trichtermündungen können die Auffassungen zum Mündungspunkt sehr voneinander abweichen. Gesamtlängen von Flüssen werden teilweise entlang des namentlichen Hauptflusses gemessen und gegebenenfalls zusätzlich entlang des größeren oder aber des längeren von zwei Quellflüssen. Längenangaben zu einzelnen Laufabschnitten unterschiedlichen Namens sind seltener und sagen auch wenig über die Größe des Flusses aus. Selten erfolgt die Längenmessung entlang des flussaufwärts jeweils größten Flusses (hydrologischer Hauptfließweg), am häufigsten wohl entlang des längsten Fließweges. Die wohl bekanntesten Beispiele sind: Red Rock River – Beaverhead – Jefferson – Missouri – Mississippi (6.051 km) und Lloquera – Callamayo – Hornillos – Apurímac – Ene – Tambo – Ucayali – Amazonas (6.448 km).
Besonders zu den Längenangaben sind Ranking-Listen verbreitet, die zu zweifelhaften Längenangaben motivieren können. So waren eine Zeitlang weit überhöhte Werte zum Missouri-Mississippi verbreitet, und noch 2008 wurden (technisch korrekte) Werte zum Amazonas veröffentlicht, die auf längstmöglichem Weg auch noch das benachbarte Mündungsgebiet des Rio Tocantins einbeziehen.
Wie bei den Quellästen lässt sich auch bei den Verzweigungen, die viele Flüsse am Ende ihres Laufes bilden, der wasserreichste und der längste Arm bestimmen, der dann meist auch in die Längenangabe des gesamten Flusses eingeht.

### Einzugsgebiet
Das Einzugsgebiet eines Flusses ist gekennzeichnet durch eine Landoberfläche, die im Allgemeinen gleichsinnig zum Endpunkt des Flusses (meistens die Mündung) hin geneigt ist, weshalb das abfließende Wasser das Gebiet dort zu einem Vorfluter oder zum Meer hin verlässt. Es ist zu benachbarten Einzugsgebieten hin durch Wasserscheiden begrenzt. Nur bei ähnlichen klimatischen Bedingungen stehen die Größen von Einzugsgebieten und den sie entwässernden Flüssen in vergleichbarem Verhältnis. Die Wassermenge, die als Fluss einem Einzugsgebiet entströmt, ist im Wesentlichen Ausdruck der klimatischen Situation. In humiden Klimaten wie den Tropen oder der gemäßigten Zone sind bei gleichem Einzugsgebiet die Flüsse deutlich größer als unter ariden Klimabedingungen etwa der Subtropen. Das Verhältnis von Einzugsgebietsfläche und Abfluss wird in der mittleren Abflussspende (Mq) ausgedrückt.
Das Einzugsgebiet (AE) ist bei unebenem Relief über undurchlässigem Gestein und humidem Klima eindeutig zu ermitteln. Dagegen können sich bei ebenem Relief Wasserscheiden abhängig von Wasseranfall oder Abflusshindernissen verschieben (küstennahe Marschen, Nebenflüsse im Amazonas- oder Orinoco-Gebiet). Bei durchlässigen Gesteinen (Sande, Karst-Gebiete) hat das oberirdische Einzugsgebiet (AEO) seinen Einfluss weitgehend an das unterirdische Einzugsgebiet (AEU) verloren. In ariden Gebieten erreichen viele Flüsse nicht das Meer, weil sie vorher verdunsten. Solche sogenannten abflusslosen Gebiete können kompliziert verzahnt sein mit den Einzugsgebieten großer Flüsse wie dem Nil oder dem Niger, deren Fläche darum nur annähernd bestimmt werden kann. Besonders großflächige Einzugsgebiete können mehrere Klimazonen umfassen, deren Effekte sich dann im Abflussregime eines Flusses überlagern.

## Abflussregime
Die Wasserführung ist abhängig von den nicht verdunstenden Niederschlägen und Schmelzwässern, die entweder direkt abfließen oder aber erst versickern und später als Grundwasser in Quellen austreten. Entsprechend den klimatischen Verhältnissen ist die Wasserführung eines Flusses typischen Schwankungen unterworfen, die vom mittleren jahreszeitlichen Verlauf der Abflusswerte widergespiegelt werden. Einfache Abhängigkeiten bestehen bei Regenregimes, die mit geringer Verzögerung den Jahresgang der zum Abfluss gelangenden Niederschlagsmengen annähernd abbilden. Fällt der Niederschlag als Schnee, ist der Abfluss bis zur Schneeschmelze verzögert und kann so nahezu gegenläufige Abflussganglinien hervorrufen (nivales Regime). Verzögernde Effekte über mehrere Jahrzehnte können Gletscher hervorrufen (glaziäres Regime). Je größer das Einzugsgebiet ist, desto eher kommt es zu Überlagerungen dieser einfachen Regimes und Effekte, die sehr komplexe Abflussregimes hervorrufen können.

### Unterscheidung nach Wasserführung
Zu Zeiten geringen Abflusses kann es zum Versiegen eines Flusses kommen mit einschneidenden Folgen auf das ökosystemare Wirkungsgefüge. Man unterscheidet daher:
- perennierende oder Dauer-Flüsse: ständige Wasserführung
- intermittierende, periodische oder saisonale Flüsse: jahreszeitlich begrenzte Wasserführung (während der Regenzeit oder Schneeschmelze).
  - Führen diese nur gelegentlich Wasser, spricht man von episodischen Flüssen (Wadis, Creeks, Fiumare, Riviere).

### Unterscheidung nach Fließweg
Man unterscheidet in der Hydrogeographie folgende vom Fließweg her charakterisierte Typen:
- Exorheischer Fluss: Der Fluss mündet ins Meer.
- Endorheischer Fluss: Die Flüsse entspringen im humiden Randbereich einer Trockenregion, verlieren das Wasser beim Durchfließen der ariden Region (Verdunstung größer als Niederschlag) oder münden in einen Endsee, aus dem das Wasser gänzlich verdunstet. Die im Wasser enthaltenen Salze reichern sich an und bilden landwirtschaftlich schwer oder nicht nutzbare Salzkrusten (z. B. viele Flüsse am Rand der Wüste Gobi).
- Diarheischer Fluss: Diese Flüsse haben ihr Quell- und Mündungsgebiet in humiden Regionen (Niederschlag größer als Verdunstung), durchfließen aber unter erheblichem Wasserverlust aride, wüstenhafte Gebiete (z. B. Nil, Niger). Sie werden auch als Fremdlingsflüsse oder allochthone Flüsse (altgr. ἄλλος állos „anders“, „verschieden“ und χθών khthṓn „Erde“; also etwa „fremd“, „auswärtig“) bezeichnet, da ihre Wasserführung in den ariden Regionen nicht den dortigen klimatischen Bedingungen entspricht.
- Arheischer Fluss: Diese Wasserläufe entspringen und enden in ariden Gebieten, sind von ihrer Wasserführung her episodisch (z. B. Wadis in Nordafrika, Humboldt River im Großen Becken der USA).

## Strukturelle und genetische Merkmale von Flüssen

### Flussnetze

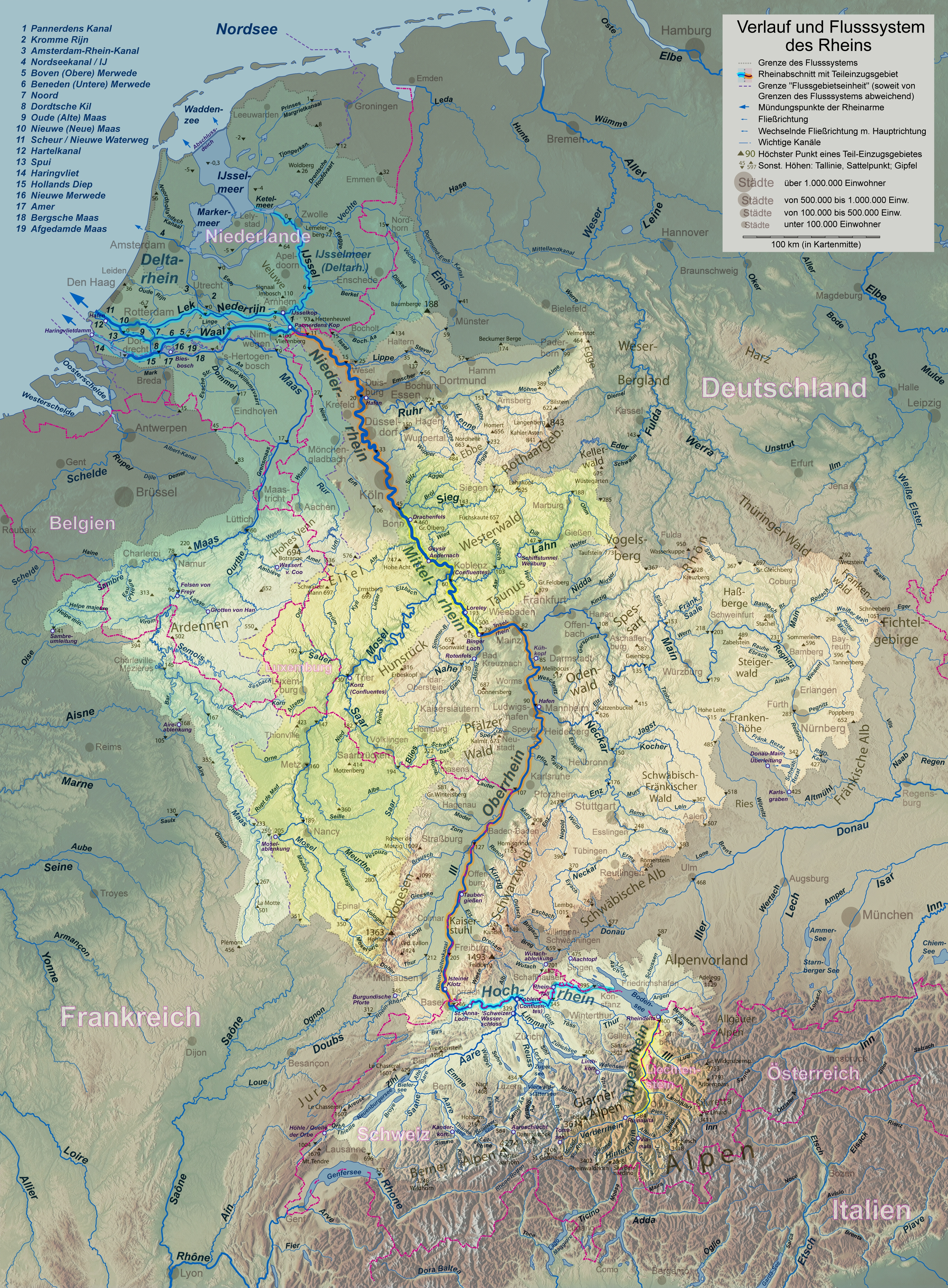
Das Flusssystem des Rheins zeichnet eine Vielzahl von Flussablenkungen nach.

Je nach Entstehung der Landoberfläche, der Entwicklungsdauer des Flussnetzes und der dabei freigelegten Gesteinsstrukturen entstehen gelegentlich typische Muster von Entwässerungsrichtungen und Flussverläufen.
Auf einen noch geringen Entwicklungsgrad der Flussnetze deuten Strukturmuster hin, die parallel sein können (auf jungen, weitflächig geneigten Landoberflächen), radial (auf jungen, dom- oder kegelförmigen Großformen) oder chaotisch (in jungen Aufschüttungslandschaften). Auf freigelegte Strukturen des Untergrundes wie Schichtstufen oder -kämme, Faltungen oder Verwerfungs- und Kluftmuster reagieren Flussnetze mit ringförmigen, nahezu rechtwinkligen oder spalierförmigen Strukturen. Besonders über gleichmäßig ausräumbaren Gesteinen kann sich das Flussnetz mit der Zeit optimieren und eine baumförmige, dendritische Struktur bekommen. Hierbei sind die Fließstrecken nahezu minimiert, was allerdings die Hochwassergefahr erhöht. Etappen auf dem Weg zu einem derart geformten Flussnetz sind Flussanzapfungen. An sehr flachen Wasserscheiden können ihnen Gabelungen vorausgehen, sogenannte Bifurkationen. Ein aus zahlreichen, sehr unterschiedlich alten Flussumlenkungen hervorgegangenes und darum irregulär erscheinendes Entwässerungsnetz charakterisiert beispielhaft das Flusssystem des Rheins.

### Flussverläufe
Das durch die Erdschwere abfließende Wasser nimmt mit zunehmend gebündeltem Lauf Bewegungsenergie auf und bringt so im zunächst erodierenden, dann auch um- und ablagernden Einwirken auf den Gesteinsuntergrund Strömungs- und Geländeformen hervor, die für den jeweiligen Flussabschnitt (Oberlauf, Mittellauf und Unterlauf) typisch sind. Das zunächst hohe Gefälle nimmt regelhaft im Verlauf deutlich ab, wobei sich das Längsprofil theoretischen Gleichgewichtslinien zwischen Transport- und Erosionskraft annähert. Die tektonischen und klimatischen Veränderungen führen jedoch zumeist zu wechselnden Phasen von Aufschüttung und Abtragung, die an terrassenförmigen Resten einstiger Talfüllungen und Erosionskanten ablesbar sind. Die wechselnden Verhältnisse von Transport- und Erosionsleistung lassen typische Formen von Flussbetten entstehen. Verschiedene entsprechend geartete Abschnitte können ineinander übergehen (siehe auch: Talform).
- Gerader Fluss: Er hat ein Flussbett und einen Flusslauf. Ein gerader Fluss entsteht vor allem bei großer Tiefenerosion. Seitenerosion spielt nur eine untergeordnete Rolle. Material wird nicht oder nur ganz vereinzelt abgelagert. Diesen Flusstyp findet man vor allem in Gebirgen, Berg- und Hügelländern, bei denen die Flüsse ein recht großes Gefälle haben.
- Mäandrierender Fluss: Er hat ebenfalls ein Flussbett und einen Flusslauf, mäandriert jedoch. Von mäandrierenden Flüssen spricht man ab einem sogenannten Sinuositätsindex von 1,3, wobei gerade Abschnitte eingeschaltet sein können. Die Seitenerosion überwiegt die Tiefenerosion deutlich. Die Mäanderbögen verlagern sich langsam und stetig flussab und in Richtung der außen liegenden Prallufer. Gelegentlich kommt es zu abkürzenden Mäanderhalsdurchbrüchen. Am innen liegenden Gleitufer lagern sich Sedimente in grobbogiger Schrägschichtung ab, bei der die Korngröße nach oben hin abnimmt. Im Flussbett finden sich nur wenige Kies- und Sandbänke. Der Fluss wird von natürlichen Wällen gesäumt und überflutet bei Hochwasser die Auen. Das Gefälle ist mittel bis gering.
- Verflochtener Fluss: Er hat ein Flussbett, aber mehrere Flussläufe. Ein verflochtener Fluss ist dadurch gekennzeichnet, dass sich die Flussläufe und -rinnen häufig und unsystematisch verlagern. Er führt viel, größtenteils aus Sanden und Kiesen bestehende Sedimentfracht mit sich, die vor allem bei Niedrigwasser abgesetzt wird. Die Wasserführung ist jahreszeitlich konzentriert, beispielsweise auf die Schneeschmelze, was zu starken Hochwässern führt. Die Flussbettsedimente sind horizontal geschichtet und weisen keine Sortierung nach Korngrößen auf. Dieser Flusstyp ist in Hochgebirgen sowie in ariden und arktischen Gebieten verbreitet. Das Gefälle kann sehr unterschiedlich sein, ist aber oft hoch.

- Anastomosierender Fluss: Er hat mehrere, untereinander verbundene (Anastomose) Flussbetten mit einem gemeinsamen Überschwemmungsgebiet. Der anastomosierende Fluss führt vor allem Sande und Schluffe mit sich. Durch das geringe Gefälle erodiert er nicht, sondern baut in die Höhe. Die Sedimente sind horizontal geschichtet. Des Weiteren wird ein anastomosierender Fluss von ausgedehnten Auen begleitet und hat ausgeprägte Uferdämme. Letztere bewirken, dass Nebenflüsse längere Strecken parallel fließen, bevor sie schließlich entweder in den Fluss oder parallel zu diesem ins Meer münden. Dieser Typ tritt in Ebenen und in Mündungsgebieten in Erscheinung und hat ein sehr geringes Gefälle, weshalb Vermoorungen typisch sind. Anastomosierende Flüsse werden fälschlicherweise oft als Binnendeltas bezeichnet, obwohl verzweigter Dammuferfluss zutreffender ist.

Bei der Mündung von Flüssen ins Meer überwiegt entweder die Formung durch abgelagertes Flusssediment, die ein Flussdelta entstehen lässt, oder die umlagernde Formung durch die Gezeiten, die die Flussmündung zu einem Ästuar aufweitet. Zwischenformen finden sich am Rheindelta und an der Mündung des Amazonas.
Manche Flüsse haben vor der Mündung unter dem Meer Flussrinnen gebildet (Kongo-Rinne), die teils zu Zeiten eiszeitlicher Meerestiefstände erodiert wurden, teils durch Suspensionsströme entstehen.

### Merkmale und Typen von Flussbetten
Der Querschnitt eines Flusses wird in den Wasserkörper, die Gewässersohle und das Ufer bis zur Böschungsoberkante unterteilt. Ausgedehnte Uferbereiche in einer Flussaue werden auch als Vorländer bezeichnet und dienen im natürlichen Fall als Überschwemmungsfläche bei Hochwasser.
Nahezu jeder Fluss transportiert an der Gewässersohle zerkleinerte Gesteine, sogenanntes fluviales Sediment oder Fluss-Geschiebe. Menge und Transportgeschwindigkeit sind unter anderem von der Schleppkraft des Flusses abhängig. Die hierfür entscheidende Fließgeschwindigkeit hängt ab von Gefälle, Untergrund und Wasservolumen. (Sie kann beispielsweise durch eine Geröllsperre verringert und durch eine Befestigung des Flussufers erhöht werden.) Innerhalb des Flussabschnittes ist die Fließgeschwindigkeit unterschiedlich. Sie ist an der Gewässersohle am niedrigsten und einige Zentimeter unterhalb der Wasseroberfläche am höchsten, wobei eine Flussbiegung die Linie der größten Geschwindigkeit, den Stromstrich, nach außen verschiebt.
Eine besondere Form der Flussbettformung können Wasserfälle darstellen: Wenn Prozesse vorherrschen, die eine Gefällestufe akzentuieren, kann dort die allgemeine Tendenz zum Ausgleich des Flusslängsprofils unterbrochen sein.

## Ökologische Aspekte

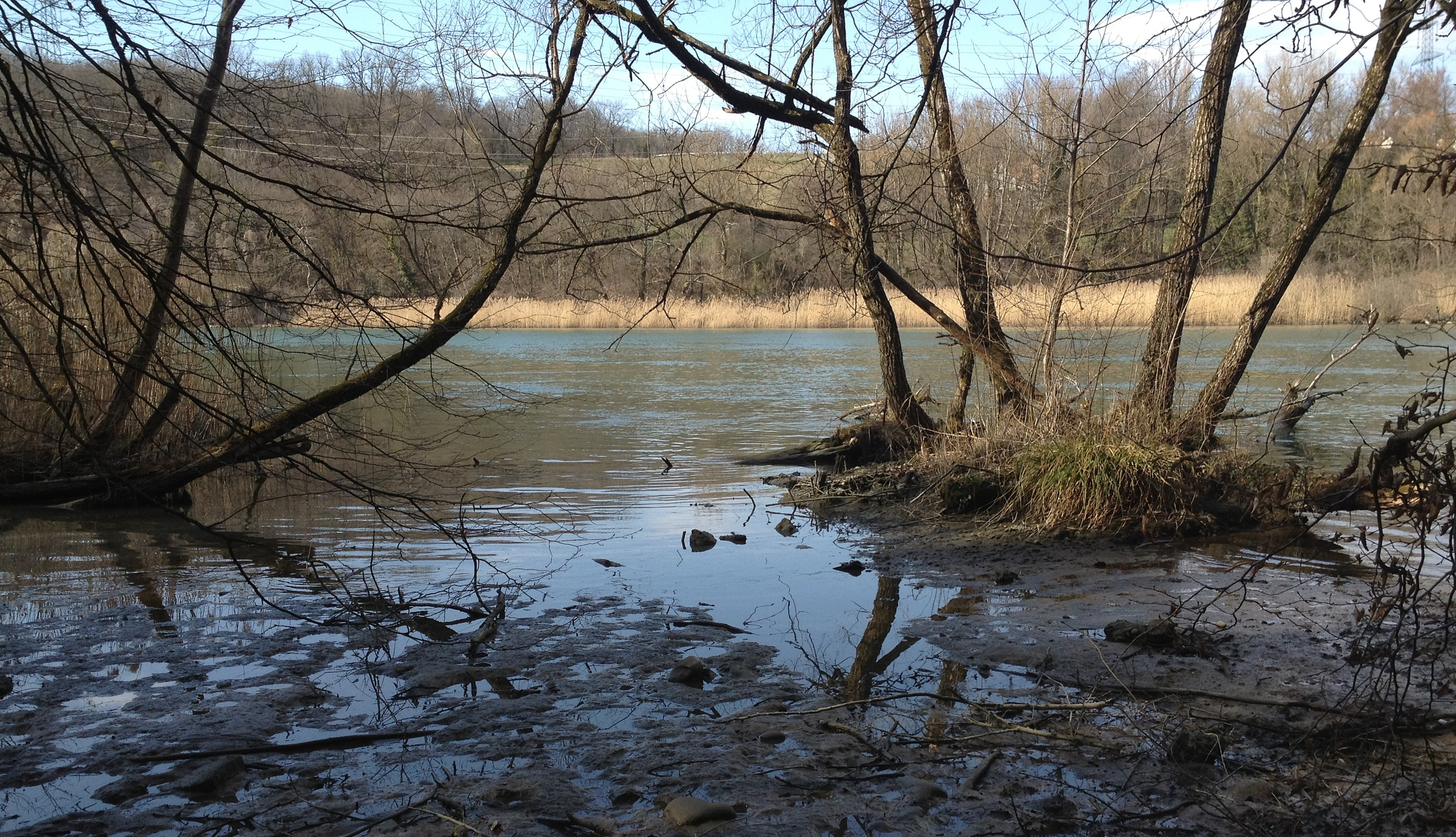
Die Rhone bei Genf unter ökologischer Aufsicht (hier nach Wiedereinführung von Schilfgewächsen)

Die meisten Flüsse führen Süßwasser und sind Lebensraum einer entsprechenden Süßwasserflora und -fauna. In der Limnologie und Hydrologie werden Flüsse in Lebensraumregionen eingeteilt, denen ungefähr die fischereirechtliche Einteilung in Fischregionen entspricht. Unterhalb der Quellregion (Krenal) folgt die Bachregion (Rhithral), der oben die Forellenregion und weiter unten die Äschenregion entspricht. Die Flussregion (Potamal) wird in die Barbenregion (Epipotamal), die Brachsenregion (Metapotamal) und die Kaulbarsch-Flunder-Region (Hypopotamal) unterteilt. Bestimmend für die Lebensraumeigenschaften sind die Wassertemperatur, der Sauerstoffgehalt, die Fließgeschwindigkeit und besonders der Nährstoffgehalt.
Flüsse sind in einem Gebiet die natürlichen Hauptausbreitungslinien von neuen Arten. So sind etwa nach den Eiszeiten viele Arten über die Flüsse und Täler wieder in Mitteleuropa eingewandert.
Die Gewässerbelastung wird überwiegend nach dem Saprobiensystem ermittelt und in Gewässergüteklassen eingeteilt.
Anfang 2018 gilt der westindonesische 300 km lange Citarum auf Java als „dreckigster Fluss der Welt“: Außer Hausmüll und Tierfäkalien führt er auch große Mengen des giftigen Schwermetalls Quecksilber, des Gifts Arsen und z. B. tausendmal mehr Blei mit sich, als der US-Standard für „sicheres Trinkwasser“ zulässt, nachdem ca. 2.000 Textilfabriken der Region ihre Abwässer ungeklärt in ihn entsorgen. Ende der 1970er Jahre galt er noch als Badegewässer, nun soll sein Wasser lt. indonesischer Regierung bis 2025 wieder trinkbar sein.

## Begriffe und Etymologie
Große, ins Meer mündende Flüsse werden auch als Strom bezeichnet. Gelegentlich und uneinheitlich werden ungefähre Grenzen benannt (etwa über 500 km Länge, über 100.000 km² an Einzugsgebiet oder 2.000 m³/s mittlerer Abfluss). In früheren Jahrhunderten wurde der Begriff auch für andere schiffbare Flüsse gebraucht. Kleinere Fließgewässer werden als Bach bezeichnet, jedoch ebenfalls ohne definierte Abgrenzung. Mitunter werden die Schiffbarkeit, der Abfluss (weniger als 20 m³/s) oder die Breite (weniger als 5 m) als Kriterium herangezogen.
Die Namen von Flüssen gehören zur ältesten Schicht geographischer Namen. Viele Flussnamen im deutschen Sprachgebiet haben als Namensbestandteil oder -zusatz Au(e), abgeleitet vom germanischen *awjo mit der Bedeutung „Insel“, „Flussaue“, „zum Gewässer gehörig“. Die oberdeutsche Entsprechung ist Ache (zu althochdeutsch aha „Fluss“) oder Ohe, die westfälische ist Aa. Die an der deutschen Nordseeküste in ein Netz von Entwässerungskanälen und Tidegewässern eingebundenen Flüsse werden auch als Tief bezeichnet.
Der sprachlichen Herkunft eines Flussnamens folgt auch häufig das grammatische Geschlecht im Deutschen. So ist der Rhein (vom altgermanischen reinos) männlich, die Elbe (vom lateinischen albia) her weiblich. Eine allgemeine Regel gibt es nicht. Auch folgt bei Flüssen außerhalb Deutschlands der Gebrauch nicht unbedingt dem grammatischen Geschlecht in der Ursprungssprache. So ist die Rhone auf Französisch männlich (le Rhône).

## Nutzungen
Über die genannten natürlichen Funktionen hinaus werden Flüsse wirtschaftlich vielfältig genutzt. Wichtige Funktionen sind:
- Trinkwasserdargebot
- Transportweg
- Energetische Nutzung in Mühlen und Laufkraftwerken
- Wasserlieferant für
  - Schifffahrtskanäle
  - landwirtschaftliche Bewässerung
  - industrielle Produktionsprozesse (Wasch-, Prozess-, Kühlwasser)
  - und für Pumpspeicherkraftwerke
- Fischerei
- Vorflut für – möglichst gereinigtes – Abwasser
- Freizeitnutzungen (Sport, Spiel, Kunst)
- Grenze

Diese Nutzungen können je nach natürlichen oder wirtschaftlichen Rahmenbedingungen zu starken Veränderungen der Flüsse und zu Problemen führen. Besonders in trockenen Klimaten können Flüsse sehr stark zur Bewässerung genutzt sein, was dann zu Nutzungskonflikten mit den Unterliegern und auch zur Versalzung von Böden führen kann. Neben der Breite und gleichmäßigen Fließgeschwindigkeit ist für die Binnenschifffahrt die Wassertiefe entscheidend, da dies den maximalen Tiefgang festlegt. Hierfür wurden viele Flüsse in eine Folge von Stauhaltungen umgewandelt, was der Anlage von Wasserkraftwerken entgegenkam, aber auch den Bau (oder die Nachrüstung) von Fischtreppen erforderlich machte. Andere Flussabschnitte werden mit Baggerschiffen offen gehalten.

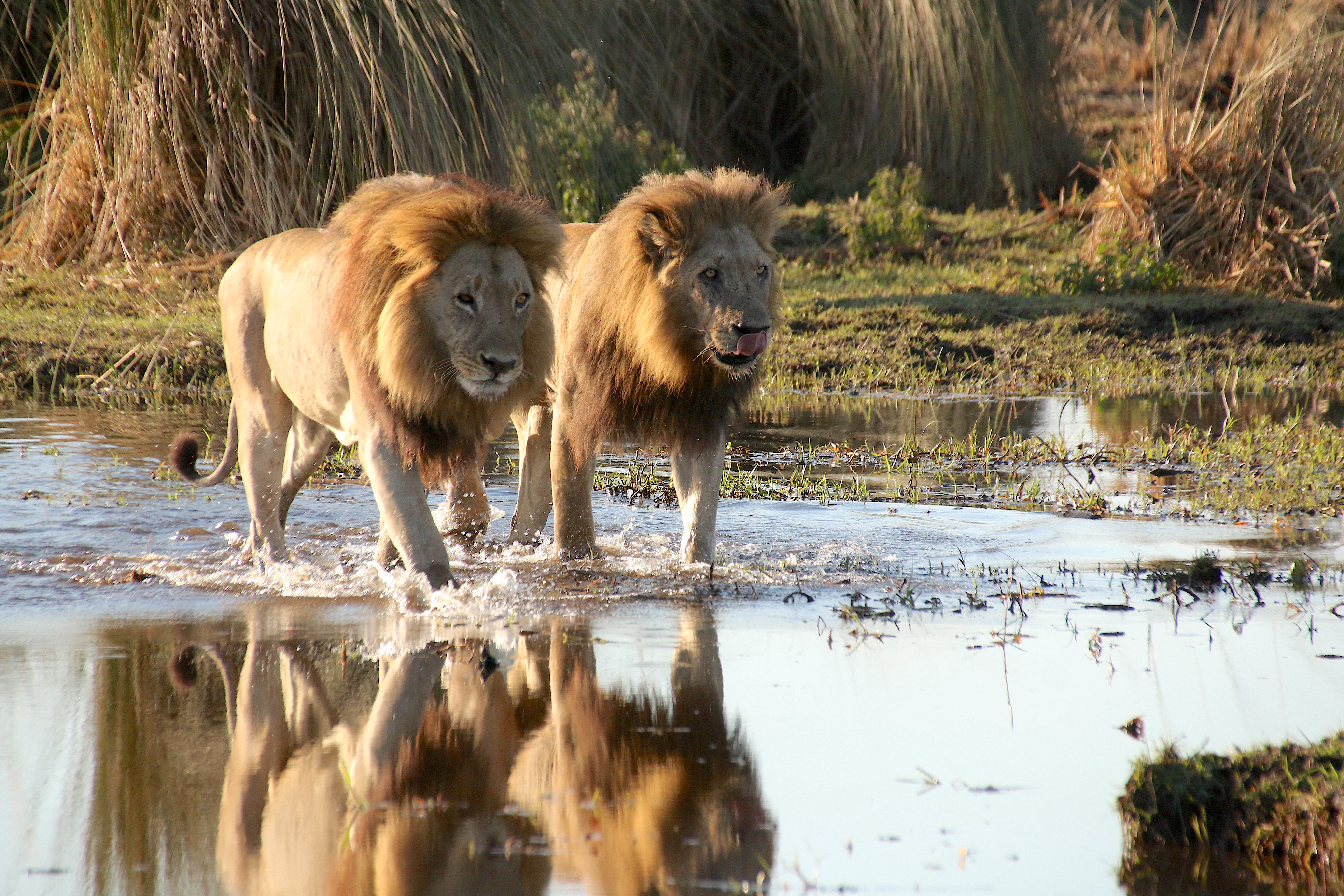
Zwei Löwen durchwaten einen Seitenarm des Okavangos.

Es gibt allerdings auch Schiffstypen, die dem jeweiligen Fluss angepasst wurden. So zum Beispiel das Große Rheinschiff, welches den Schleusen an Nebenflüssen von Rhein oder Donau angepasst ist. Weitere Schiffstypen sind das Rhein-See-Schiff oder Schubverbände.

### Querung
Flüsse bilden natürliche Hindernisse für die Fortbewegung von Landtieren und Menschen. Eine Durchquerung kann schwimmend, watend (an Furten) oder mit technischen Hilfsmitteln (z. B. Fähre, Brücke) erfolgen.

## Staatlicher Rahmen
- In Deutschland gelten manche Flüsse als Bundeswasserstraßen. Die deutschen Wasser- und Schifffahrtsämter nehmen die daran gebundenen Aufgaben wahr; dazu zählen das Aufstellen von Seezeichen, die Überwachung der Binnenschifffahrtsstraßen-Ordnung und der Seeschifffahrtsstraßen-Ordnung u. a.
- Bundesanstalt für Wasserbau
- Maßnahmen zum Hochwasserschutz
- Umweltschutzmaßnahmen und Abkommen, siehe z. B. Internationale Kommission zum Schutz des Rheins
- Spezifische Rechtssetzungen (Beispielsweise hat Neuseeland 2017 erstmals einen Fluss, den Whanganui River, zur Juristischen Person (unter Treuhänderschutz) erklärt. Māori hatten dies seit den 1870er Jahren gefordert.[9])

## Rezeption

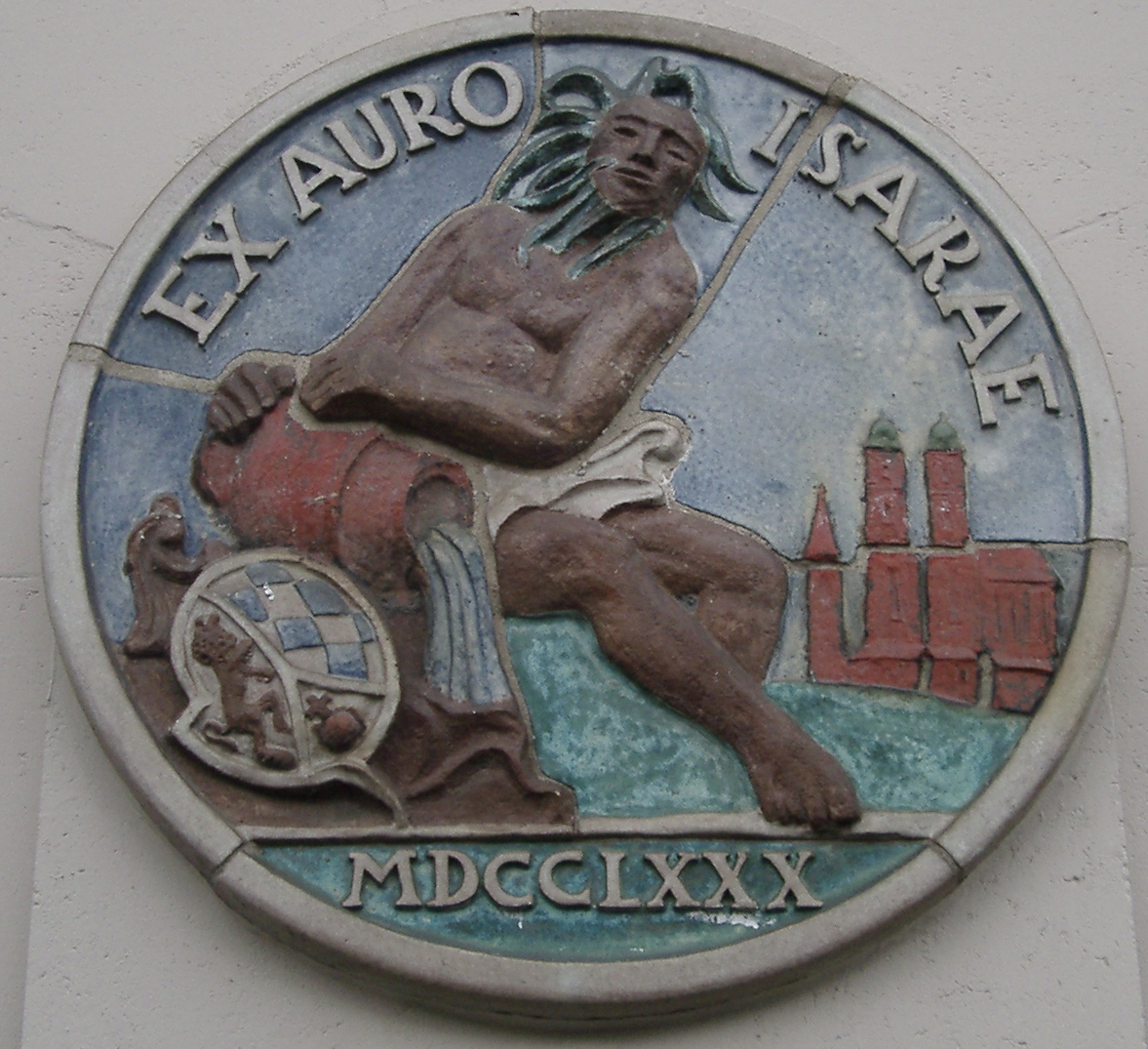
Relief in Düsseldorf nach einem Isargold-Dukaten des Kurfürsten Karl Theodor mit Umschrift: EX AURO ISARAE MDCCLXXX („aus dem Gold der Isar 1780“)
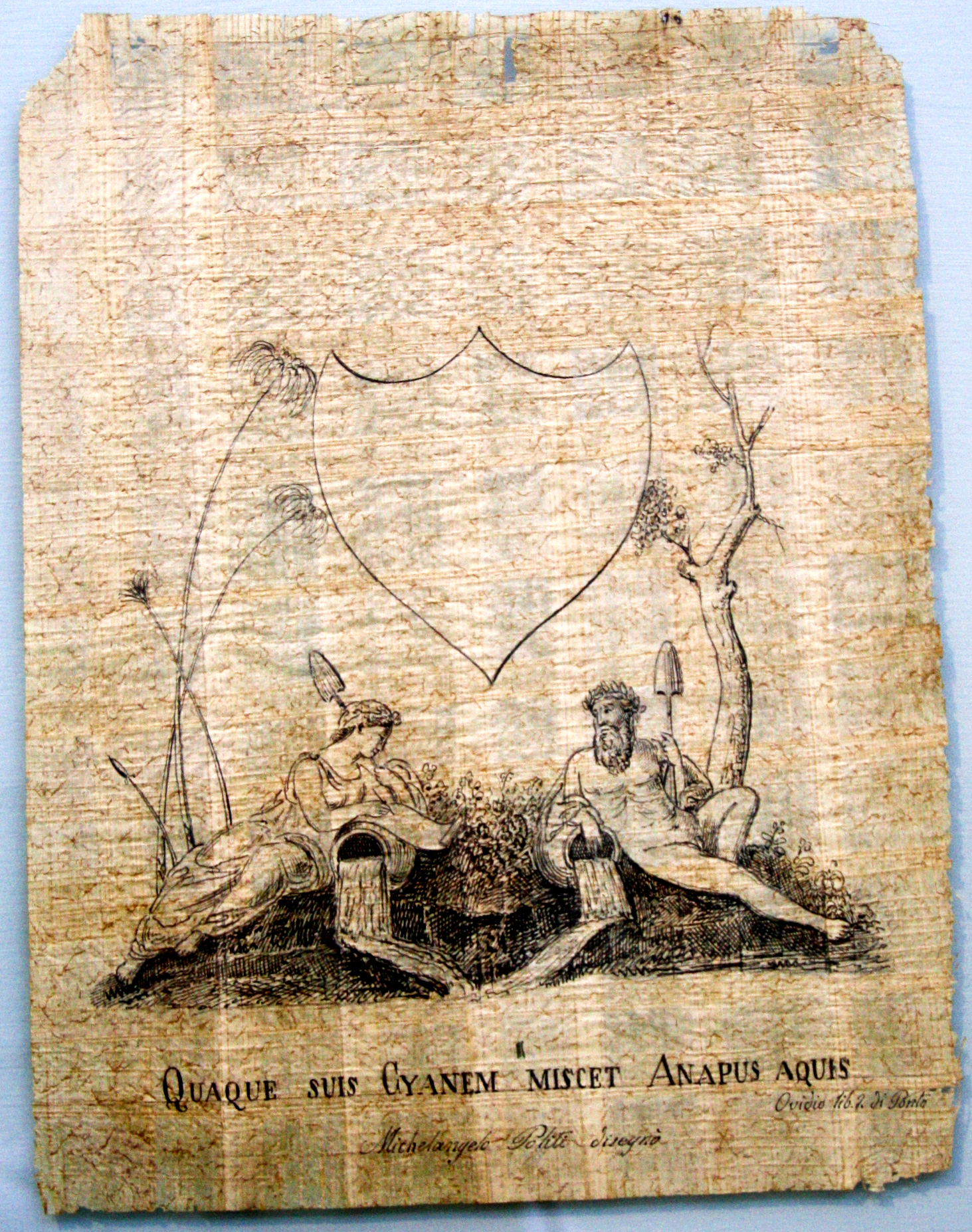
Kyane und Anapos auf einem Papyrusblatt (19. Jahrhundert), Papyrus-Museum Syrakus

Flüsse spielen eine fundamentale Rolle in der Landschaft, ihrer Prägung, Gestaltung und Namensgebung, als Transportweg und Fortbewegungsmittel, zum Austausch von Kultur und Waren, bei der Nahrungsmittelgewinnung und Wasserversorgung, in der Ökologie, im globalen Wasserkreislauf, als Rohstofflieferant (Gold, Kies, Sand), bei der „Entdeckung“, Erforschung und Erschließung der Welt usw., auch als Bedrohung (Überschwemmungen) – in der gesamten Menschheitsgeschichte – und so haben sie die Menschen mit ihrer Kultur und Religion seit jeher beschäftigt, bereichert und geprägt und ihre Phantasie angeregt.

### Kunst

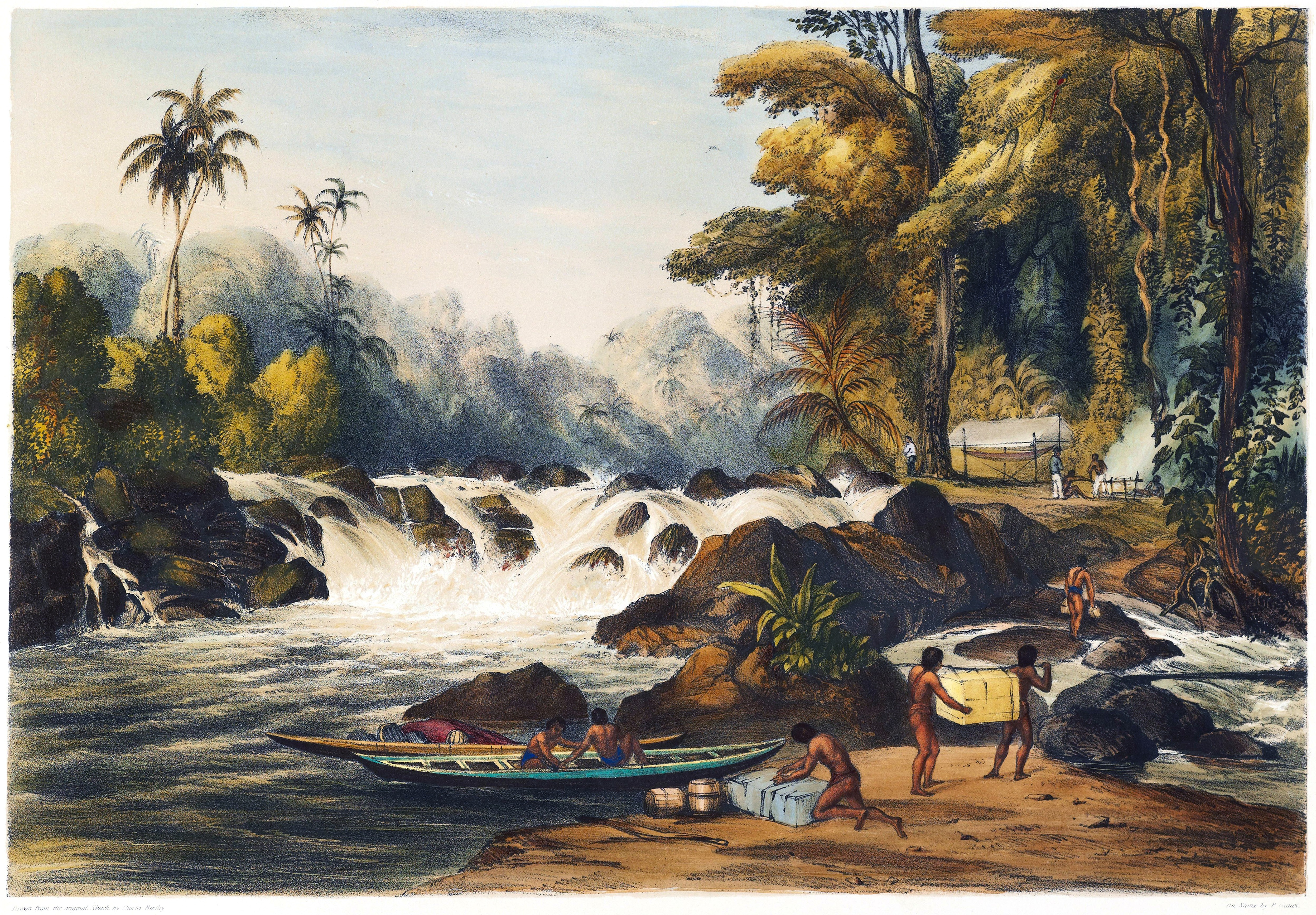
Christmas Cataract on the River Berbice, Guiana: Zeichnung von Charles Bentley (1840)
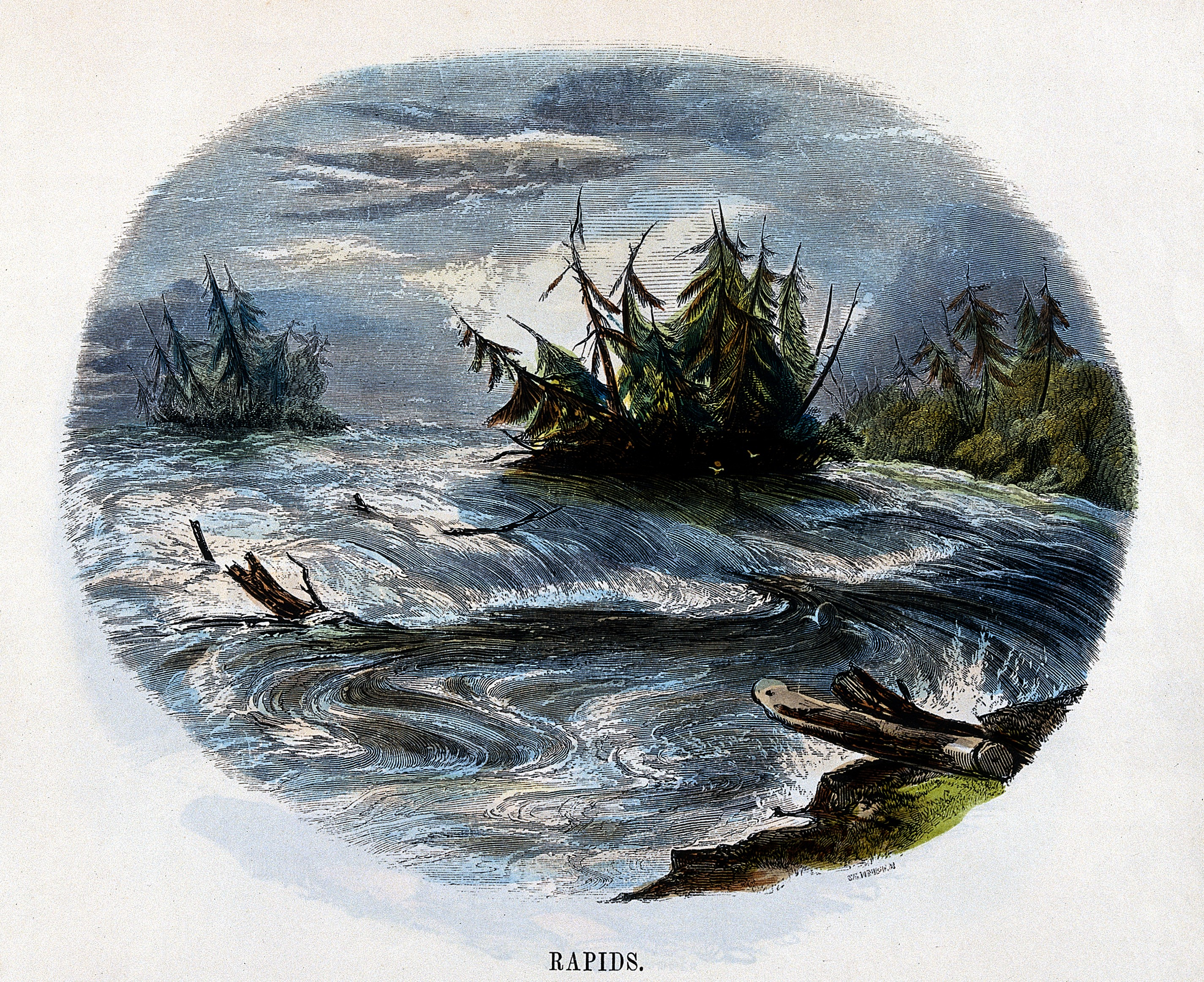
„Stromschnellen in Nordamerika“, kolorierter Holzstich von Charles Whymper
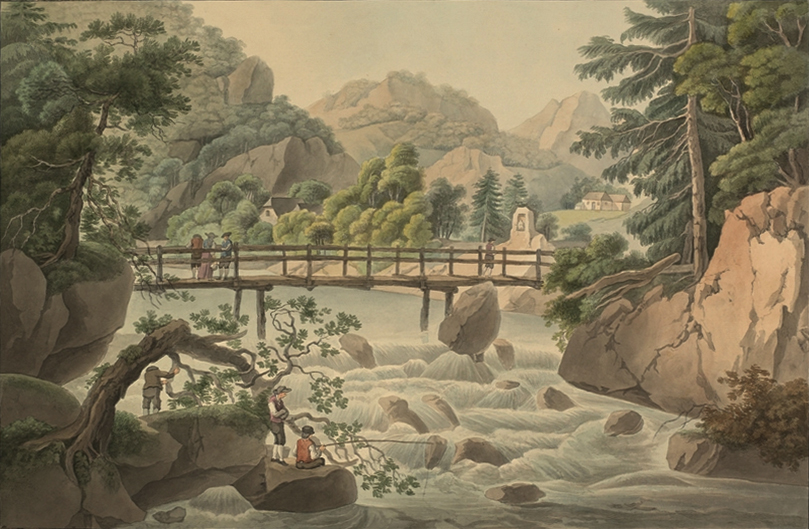
Flussszene in Slowenien, Laurenz Janscha (1798)
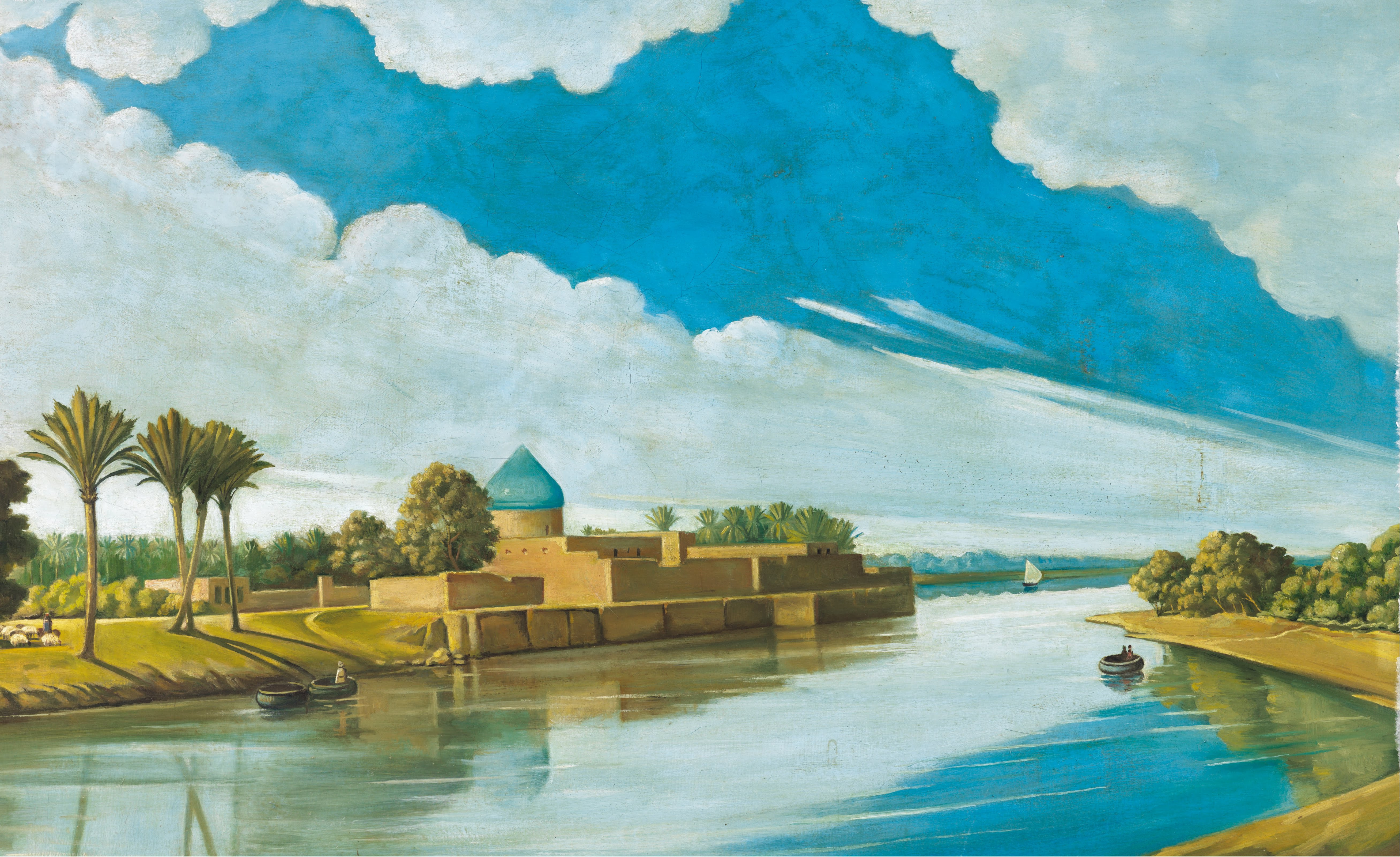
Darstellung des Tigris, Abdul Qadir al-Rassam, 1920
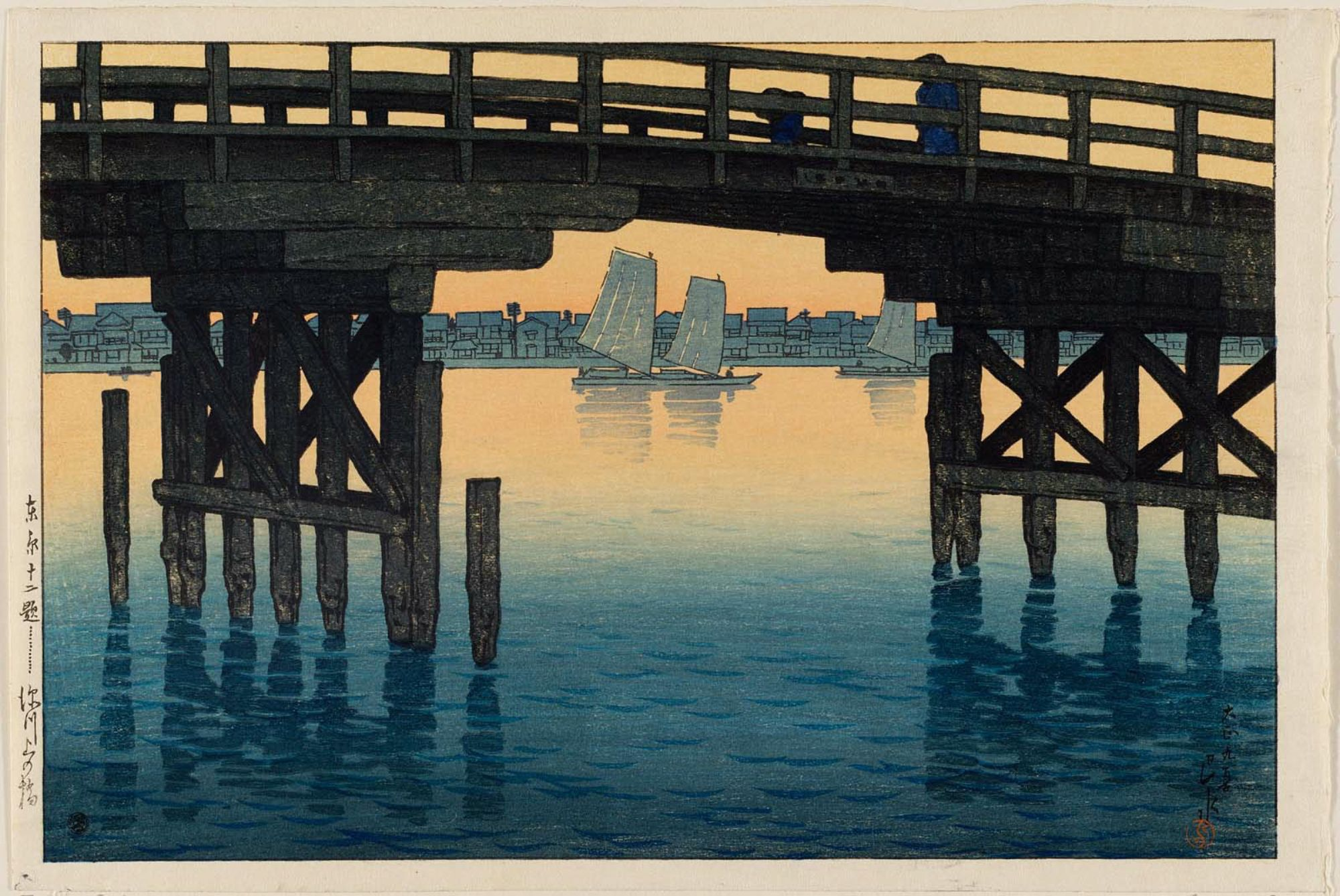
Die Kaminohashi-Brücke, Fukagawa, auf der Insel Hokkaidō, Kawase Hasui, 1920

### Rechtswesen

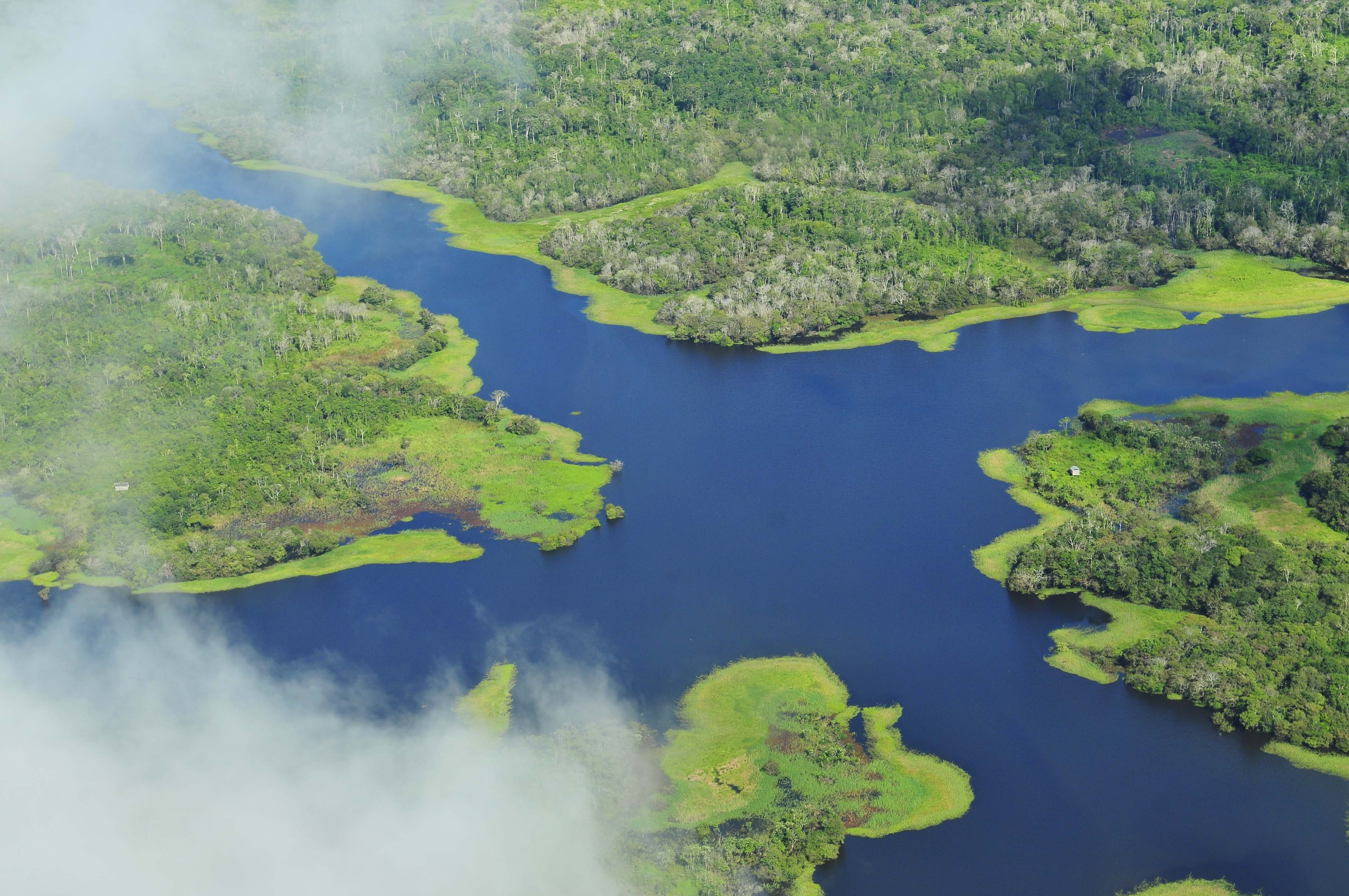
Impression des Amazonas-Fluss-Systems

2017 wurde einer der längsten Flüsse Neuseelands, der Wanganui (auf Māori Te Awa Tupua) zu einer eigenen „Juristischen Person“ erklärt und damit zu einem eigenen Lebewesen mit eigenen Rechtsansprüchen – „der Fluss gehört sich nun selbst“: Das Ergebnis eines seit 1870 andauernden Konflikts zwischen den einheimischen Māori und der britischen Monarchie um die Fluss-Nutzung. Die Übereinkunft akzeptiert das Personenrecht des Wassers sowie des ehemaligen Nationalparks Te Urewera, die Māori und die neuseeländische Regierung teilen sich nun treuhänderisch die entsprechende „Vormundschaft“. Damit soll verstanden werden, dass der Fluss (aus Sicht der Māori) eine „lebendige Einheit ist, ein unteilbares Ganzes im Gegensatz zum traditionellen Modell der letzten 100 Jahre, welches bedeutete, ihn unter dem Aspekt Eigentum und Management zu behandeln“.
Kurz danach wurde zwei heiligen Flüssen Indiens ebenfalls der Status einer Rechtspersönlichkeit zuerkannt: Das Oberste Gericht des nordindischen Bundesstaats Uttarakhand, dem Ursprung der Ganges, sprach dem Ganges und seinem Nebenfluss zu, dass sie lebendige Wesen seien, die den Status einer Rechtspersönlichkeit hätten und folglich auch „alle damit verbundenen Rechte“.
Während in Ecuador in Südamerika der Schutz der Natur bereits in der nationalen Verfassung niedergelegt ist, hat ein Gericht dort in Kolumbien ebenfalls einem Fluss eigene Rechte eingeräumt, in Bayern gibt es eine Initiative für ein Volksbegehren, das der Isar eigene Rechte geben soll.

### Religion

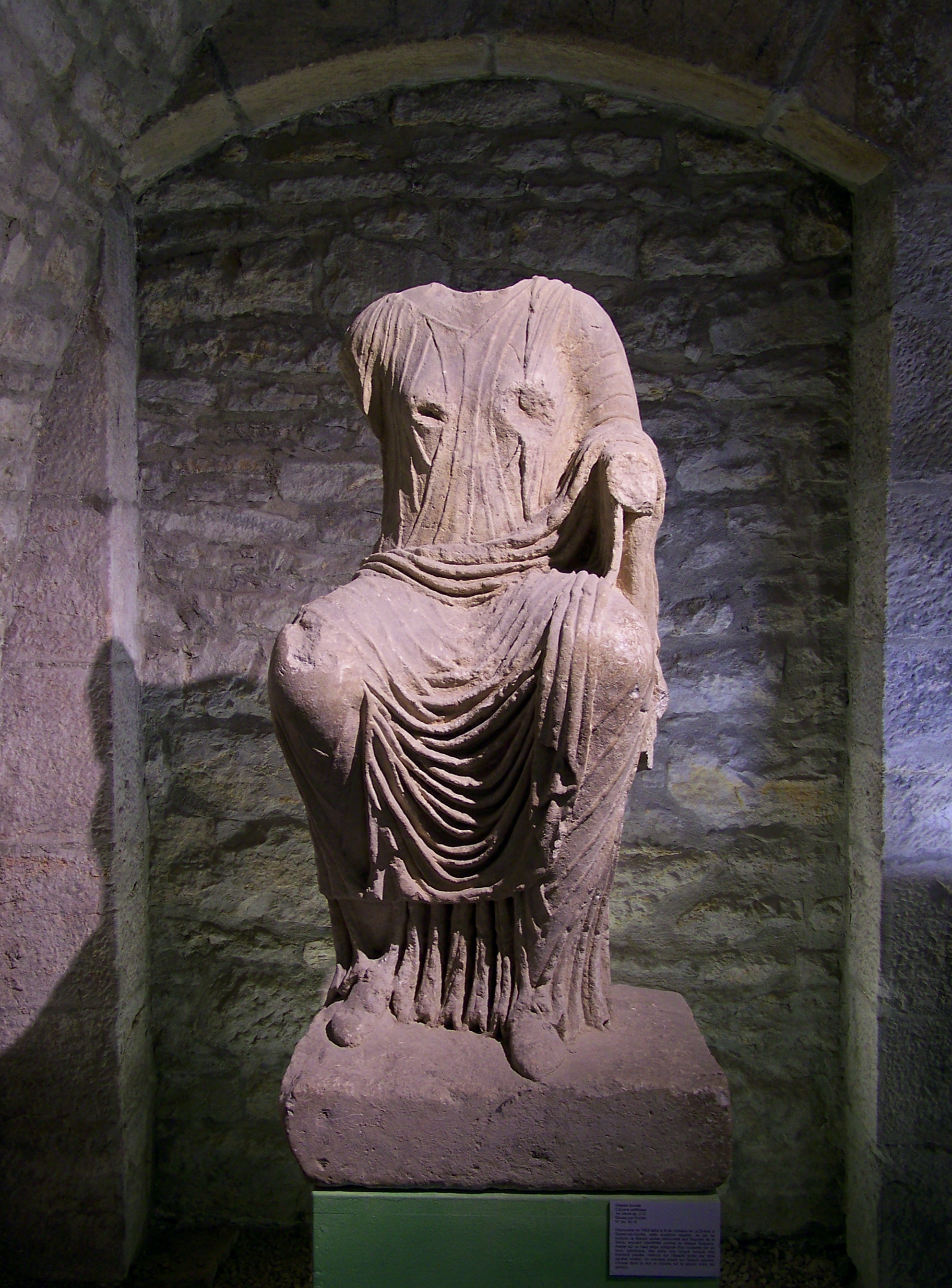
Gallo-römische Statue (Torso) einer Flussgöttin, möglicherweise Sequana, 1953 gefunden in der Sirène in Gissey-sur-Ouche, Frankreich. Oolithischer Kalkstein, 1. Jahrhundert n. Chr., heute im archäologischen Museum Dijon

Die Antike z. B. kannte – weibliche wie männliche – Flussgötter; der Styx war sowohl eine Göttin als auch der Fluss in den Hades, die Unterwelt der Griechische Mythologie.
In Indien wiederum wird z. B. der Ganges als „heiliger Fluss“ verehrt.

## Listen
Folgende 19 Länder besitzen keine Flüsse: Bahamas, Bahrain, Jemen, Katar, Kiribati, Komoren, Kuwait, Libyen, Malediven, Malta, Marshallinseln, Monaco, Nauru, Oman, Saudi-Arabien, Tonga, Tuvalu, Vatikanstadt und Vereinigte Arabische Emirate.

### Die 10 längsten Flüsse der Erde

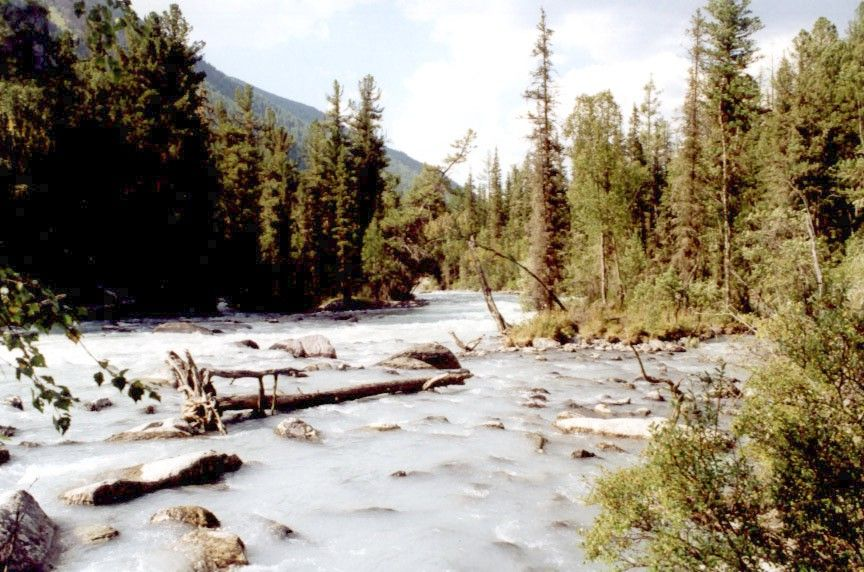
Fluss Kutscherla im Altai (Gletschermilch)

| Länge    | Flusslauf                                                                   | Kontinent   |
| -------- | --------------------------------------------------------------------------- | ----------- |
| 6.670 km | Nil: Luvironza – Ruvuvu – Ruvusu – Kagera – Weißer Nil – Nil                | Afrika      |
| 6.448 km | Amazonas: Apurimac – Ene – Tambo – Ucayali – Amazonas                       | Südamerika  |
| 6.380 km | Jangtsekiang                                                                | Asien       |
| 6.051 km | Missouri-Mississippi                                                        | Nordamerika |
| 5.476 km | Jenissei: Tuul – Orchon – Selenga – Angara – Jenissei                       | Asien       |
| 5.410 km | Ob: Irtysch – Ob                                                            | Asien       |
| 5.052 km | Amur: Kerulen – (Verbindung nur in niederschlagsreichen Jahren)Argun – Amur | Asien       |
| 4.845 km | Huáng Hé (Gelber Fluss)                                                     | Asien       |
| 4.500 km | Mekong                                                                      | Asien       |
| 4.374 km | Kongo                                                                       | Afrika      |

### Die 10 längsten Flüsse, die durch Deutschland fließen
| Länge    | davon in Deutschland | Fluss                      |
| -------- | -------------------- | -------------------------- |
| 2.852 km | 647 km               | Donau                      |
| 1.233 km | 865 km               | Rhein                      |
| 1.165 km | 727 km               | Elbe                       |
| 866 km   | 187 km               | Oder                       |
| 751 km   | 751 km               | Weser (davon Werra 300 km) |
| 545 km   | 242 km               | Mosel                      |
| 524 km   | 524 km               | Main                       |
| 510 km   | 218 km               | Inn                        |
| 413 km   | 413 km               | Saale                      |
| 382 km   | 382 km               | Spree                      |

### Die 6 längsten Flüsse, die durch die Schweiz fließen
| Länge    | davon in der Schweiz | Fluss  | Mündung    |
| -------- | -------------------- | ------ | ---------- |
| 1.233 km | 376 km               | Rhein  | Nordsee    |
| 812 km   | 264 km               | Rhône  | Mittelmeer |
| 510 km   | 104 km               | Inn    | Donau      |
| 453 km   | 74 km                | Doubs  | Saône      |
| 288 km   | 288 km               | Aare   | Rhein      |
| 248 km   | 91 km                | Ticino | Po         |

Kategorie:Fluss in der Schweiz

## Flüsse außerhalb der Erde
Aufnahmen der Raumsonde Cassini zeigten, dass auf dem Saturnmond Titan Flüsse aus Methan existieren, die mehrere hundert Kilometer Länge erreichen und in große Methanseen münden. Die Durchschnittstemperatur des Titan beträgt −179 °C, dadurch bleibt das Methan flüssig. Ein Beispiel für solch ein titanisches Flusssystem bilden die Vid Flumina.
Auf der Oberfläche des Mars verlaufen Flusstäler und Canyons, die mehrere hundert Kilometer lang und mehrere Kilometer breit sein können. Die heutigen Trockentäler weisen auf vergangene Flutperioden hin, bei denen über einen geologisch relativ kurzen Zeitraum große Mengen Wasser geflossen sein müssen. Ein Beispiel für solch ein marsianisches Flusstalsystem bilden die Kasei Valles.